# Presidente da Costa do Marfim
O presidente da Costa do Marfim é o chefe de estado da República da Costa do Marfim. O cargo foi instituído com a declaração de independência política do país sobre o domínio colonial francês em 3 de novembro de 1960. Atualmente, o cargo é ocupado por Alassane Ouattara desde sua vitória na eleição presidencial de 2010, tendo sido reeleito de forma consecutiva nas eleições presidenciais realizadas em 2015 e 2020.

## Galeria de presidentes (1960–presente)
| № | Retrato | Nome                               | Início de mandato      | Fim de mandato                           | Partido      | Eleição                            | Vice-presidente   |
| - | ------- | ---------------------------------- | ---------------------- | ---------------------------------------- | ------------ | ---------------------------------- | ----------------- |
| 1 |         | Félix Houphouët-Boigny (1905-1993) | 3 de novembro de 1960  | 7 de dezembro de 1993 (Faleceu no cargo) | PDCI         | 1960 1965 1970 1975 1980 1985 1990 | Cargo inexistente |
| 2 |         | Henri Konan Bédié (n.1934)         | 7 de dezembro de 1993  | 24 de dezembro de 1999 (Deposto)         | PDCI         | 1995                               | Cargo inexistente |
| 3 |         | Robert Guéï (1941-2002)            | 24 de novembro de 1999 | 26 de outubro de 2000                    | Independente | —                                  | Cargo inexistente |
| 4 |         | Laurent Gbagbo (n.1945)            | 26 de outubro de 2000  | 11 de abril de 2011                      | FPI          | 2000                               | Cargo inexistente |
| 5 |         | Alassane Ouattara (n.1942)         | 11 de abril de 2011    | Presente                                 | RDR          | 2010 2015                          | Cargo inexistente |
| 5 | RHDP    | Alassane Ouattara (n.1942)         | 11 de abril de 2011    | Presente                                 | 2020         | Daniel Kablan Duncan               |                   |